# Estampida sobre el puente Al-Ayma
La estampida sobre el puente Al-Ayma ocurrió el 31 de agosto de 2005 durante el cual más de 965 personas murieron y al menos otras 465 quedaron heridas.
El puente Al-Ayma esta sobre el río Tigris en Bagdad, capital de Irak.
El presidente iraquí, Yalal Talabani, culpa a Al Qaeda de los hechos.